# فرانك باوش
فرانك باوش (بالإنجليزية: Frank Bausch)‏ هو لاعب كرة قدم أمريكية أمريكي، ولد في 14 يونيو 1908 في ماريون في الولايات المتحدة، وتوفي في 6 أبريل 1976 في ويتشيتا في الولايات المتحدة.

## وصلات خارجية
- فرانك باوش على موقع مرجع كرة القدم المحترفة.كوم (الإنجليزية)